# Camesa de Valdivia
Camesa de Valdivia ist ein spanischer Ort in der Provinz Palencia der Autonomen Gemeinschaft Kastilien und León. Der südliche Teil des Ortes, der durch die Eisenbahnverbindung in zwei Teile getrennt wird, gehört zur Gemeinde Pomar de Valdivia und der nördliche zu Aguilar de Campoo.

## Verkehr
Camesa de Valdivia ist über die Straße N-627 zu erreichen. Der Ort besitzt einen Bahnhof an der Eisenbahnverbindung Santander-Palencia.